# عين حسين الشمالي
عين حسين الشمالي هي إحدى القرى التابعة لناحية عين النسر في منطقة حمص بمحافظة حمص، سوريا. تقع شمال شرق مدينة حمص، وتتميز بموقعها الاستراتيجي في الريف الشمالي الشرقي للمدينة، تبعد عن تلبيسة أقل من عشرين كيلومترًا إلى الشرق.
يعتمد سكان القرية بشكل رئيسي على الزراعة والرعي. تُزرع في القرية مختلف أنواع الخضروات، مما يساهم في تنوع الإنتاج الزراعي المحلي. 
شهدت القرية في السنوات الأخيرة أحداثًا مؤلمة نتيجة النزاع المستمر في سوريا. تعرضت القرية لأضرار كبيرة، إذ دمرت العديد من المنازل والمرافق. ومع ذلك، بدأت جهود إعادة الإعمار، حيث تم البدء بترحيل الأنقاض تمهيدًا لعودة الأهالي إلى منازلهم.